# Bjarne Pettersen (calciatore)
Bjarne Pettersen (16 giugno 1907 – 17 maggio 1975) è stato un calciatore norvegese, di ruolo attaccante.

## Carriera

### Club
Pettersen giocò con la maglia del Mjøndalen.

### Nazionale
Conta 7 presenze per la Norvegia. Esordì il 27 settembre 1931, schierato in campo nella sfida vinta per 2-1 contro la Svezia.

## Palmarès

### Club

#### Competizioni nazionali
- Coppa di Norvegia: 3

Mjøndalen: 1933, 1934, 1937